# Alcifrón
Alcifrón (griego antiguo Ἀλκίφρων Alkíphrôn) fue un escritor griego  del siglo II contemporáneo de Luciano, el más famoso epistológrafo ateniense de su época, perteneciente a la Segunda sofística. 

## Vida y obra
Se conservan ciento dieciocho de sus cartas escritas en lengua ática con un elegante estilo arcaizante y recopiladas en cuatro libros:
- Cartas de pescadores.
- Cartas de labradores.
- Cartas de parásitos.
- Cartas de cortesanas.

De Alcifrón no se conoce más que el nombre. Desde antiguo se le ha supuesto contemporáneo de Luciano, con el que comparte ciertas características de estilo. Sus cartas evocan un ambiente semejante al de ciertos diálogos, como los Diálogos de las cortesanas de Luciano, las cartas de conversaciones de Alcifrón evocan conversaciones, chismorreos, y coqueterías de la amable Atenas de Menandro. También se han visto entre uno y otro ciertos ecos de concomitancias. Aticismo, gracejo, frescura y un afectado realismo, mímesis de tipos y caracteres, un tanto de sainete, un ligero preciosismo, buen gusto y pequeños detalles muy bien dibujados, tales son las marcas de este retratista de una curiosa sociedad, vista en estos breves cuadros a la manera de breves mimos costumbristas. Los pescadores y los campesinos pertenecen a un ámbito que estaba de moda recrear con un fingido naturalismo; las cortesanas y los parásitos son gente ociosa y marginal de la sociedad ciudadana. Con sus maliciosas anécdotas y sus menudas peripecias, trazan un polícromo cuadro de costumbres, con la refinada artesanía helenística que caracteriza a este escritor. Forma un tanto artificial la de la carta para estos rápidos bosquejos, pero adecuada para rehuir la solemnidad y el envaramiento, y para dar una sensación de vivaz costumbrismo. Algunas de sus cartas, como la de Lamia a Demetrio, son consideradas como modelos del género epistolar.